# سن-لونژیس
سن-لونژیس (به فرانسوی: Saint-Longis) یک کمون در دپارتمان سارت در ناحیه پی دو لا لوآر در شمال غربی فرانسه است.

## هم چنین ببینید
- کمون‌های دپارتمان سارت